# Leiurus quinquestriatus
Leiurus quinquestriatus là một loài bọ cạp có nọc độc mạnh thuộc họ Buthidae. L. quinquestriatus có thể được tìm thấy trong sa mạc và môi trường sống cây bụi sống khác nhau, từ Bắc Phi qua Trung Đông. Các quốc gia nơi loài bọ cạp này sinh sống bao gồm Algérie, Bahrain, Tchad, Ai Cập, Ethiopia, Libya, Mali, Niger, Somalia, Sudan, Tunisia, Iraq, Jordan, Kuwait, Liban, Oman, Iran, Afghanistan, Pakistan, Ấn Độ, Qatar, Israel, Ả Rập Xê Út, Syria, Thổ Nhĩ Kỳ, Kazakhstan, Uzbekistan, United Arab Emirates, và Yemen.
được coi là một loài rất nguy hiểm bởi vì nọc độc của nó là một hỗn hợp mạnh mẽ của chất độc thần kinh, với một liều gây tử vong thấp ( LD50 0.16-0.50 mg/kg) Trong khi nọc độc từ bọ cạp này gây đau dữ dội nhưng không đủ giết chết một người trưởng thành khỏe mạnh nhưng nếu trẻ em và người già ốm yếu bị loài này chích thì rủi ro rất cao.